# Carlo Vidua
Carlo Vidua (Casale Monferrato, 28 febbraio 1785 – Ambon, 25 dicembre 1830) è stato un viaggiatore, collezionista, bibliofilo e esploratore italiano.

## Biografia
Carlo Vidua, Conte di Conzano, è stato non solo «viaggiatore dalle molte peregrinazioni e libero ricercatore», come lo definì Alexander von Humboldt, ma, come ha scritto un suo biografo, si appalesa con forza lo spirito dell'Illuminismo, di cui è coerente erede, anche quando n'è stato critico: Vidua fu un personaggio straordinario, per certi versi legato all'ansia romantica, per altri da un sano disinganno settecentesco.
Vidua nacque a Casale Monferrato il 28 febbraio 1785 e morì il 25 dicembre 1830 in Indonesia, a bordo della nave che lo stava trasportando nel porto di Ambon. La sua morte fu cagionata da un'ustione dovuta al fango bollente di una solfatara nell'isola di Celebes, oggi Sulawesi.
Fu figlio del conte di Conzano Pio Gerolamo Vidua, che nel 1814 fu primo segretario di Stato per gli affari interni, nel primo ministero della Restaurazione del Regno di Sardegna, e di Marianna Gambera: questa morì quattro anni dopo la sua nascita, così che Carlo fu allevato dalla matrigna Enrichetta d'Agliano e dai nonni Paola e Fabrizio Gambera, quest'ultimo gli trasmise la passione dominante della sua vita, quella dei viaggi. Fece i primi studi con un precettore privato, il canonico Ignazio de Giovanni. Nel 1804 si trasferì a Torino per studiare legge con l'abate Luigi Bessone. Due anni dopo entrò a far parte della «Società dei Concordi», circolo culturale del quale erano allora membri, fra gli altri, Luigi Provana del Sabbione, Cesare Balbo, Ferdinando Balbo, Roberto Taparelli d'Azeglio, Casimiro Massimino e Luigi Ornato. L'Accademia dei Concordi aveva come maestri e padri spirituali il padre di Cesare, Prospero Balbo, Gian Francesco Galeani Napione e Tommaso Valperga Caluso.
Carlo Vidua iniziò la serie dei suoi viaggi nel 1809, quando andò a Nizza e in Provenza, sulle tracce del Petrarca, e poi a Genova, a Firenze e a Roma. Soggiornò a Sestri Levante, dove iniziò a scrivere il breve saggio Dello stato delle cognizioni in Italia, a Milano e a Ginevra ed era a Parigi nel 1814, alla caduta di Napoleone. Nel 1818 Vidua intraprese un lungo viaggio nell'Europa del Nord, passando da Londra per raggiungere la Svezia e di qui la Russia: a San Pietroburgo l'ambasciatore piemontese Cotti di Brusasco lo presentò allo zar Alessandro. Interessato all'Egitto, lo raggiunse in un lungo viaggio che lo vide attraversare il Caucaso e poi, dal Mar Nero, raggiungere la Turchia: da Smirne salpò per Alessandria d'Egitto, dove sbarcò alla fine del 1819.
Dal Cairo, dove prese contatto con i consoli francesi e inglesi Bernardino Drovetti e Henry Salt, esplorò l'Egitto da nord a sud, dalla foce del Nilo alla Nubia, trascrivendo diverse iscrizioni e raccogliendo una piccola collezione, tra cui due stele nubiane, che spedì in Italia. Trattò a lungo con il Drovetti l'acquisto, da parte del governo piemontese, della grande raccolta di antichità egiziane posseduta dal console francese. Finalmente nel 1823 l'accordo fu raggiunto e quella collezione costituisce ancora oggi il nucleo fondamentale del Museo egizio di Torino.

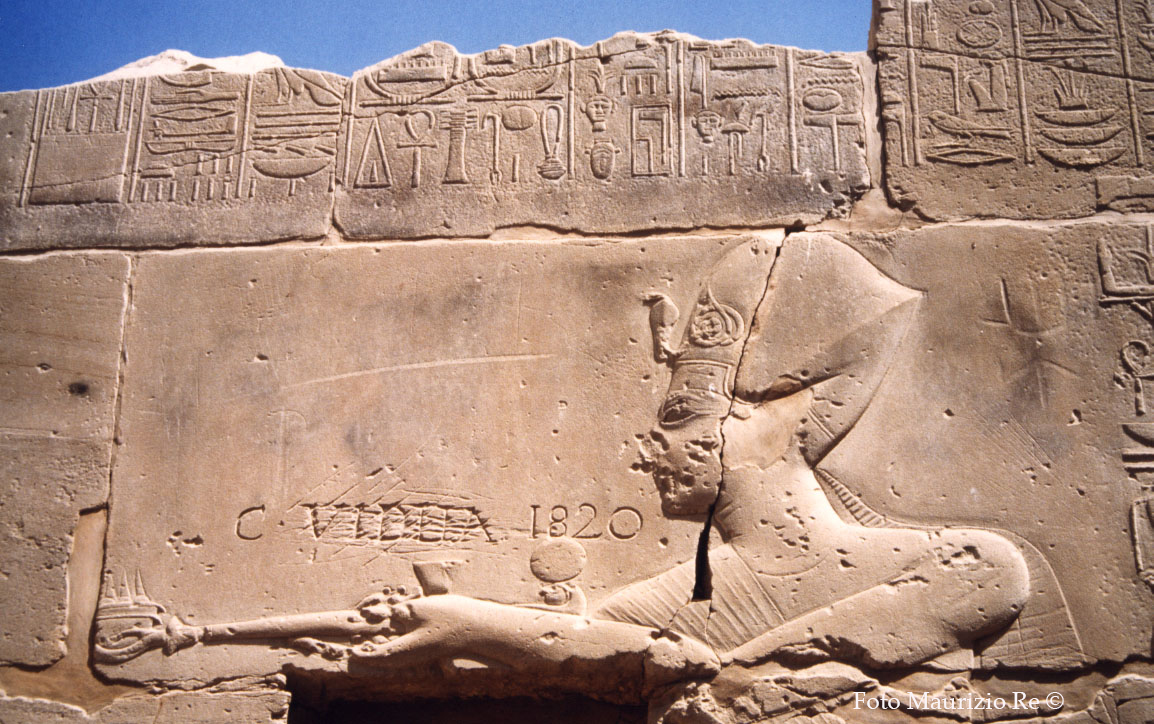
Graffito di Carlo Vidua nel tempio di Seti.

Dopo un paio d'anni trascorsi in patria, Vidua decise di visitare l'America e s'imbarcò nel 1825 da Bordeaux per gli Stati Uniti. Dopo quarantatré giorni di navigazione, giunse a New York il 9 aprile 1825. Visitò Filadelfia, Boston, Washington, dove conobbe il presidente John Quincy Adams. L'11 giugno Vidua era a Montpelier, residenza dell'ex presidente James Madison, dove incontrò oltre all'anziano Madison anche l'ex presidente James Monroe. Il 14 giugno era a Monticello, dove rivide Quincy Adams e gli ex presidenti Madison e Monroe. Strinse amicizia con Thomas Jefferson. A settembre, a Boston, incontra l'ex presidente John Adams. In questo lungo viaggio, il viaggiatore si interessò alle comunità quacchere, raccogliendo informazioni, giornali e libri su di loro. In Europa giunse la grande collezione del viaggiatore, ora conservata all'Accademia delle Scienze. Passò poi in Canada e, ritornando a sud, navigò attraverso il Mississippi per salpare dalla Louisiana alla volta del Messico, dove si trattenne un anno. Carlo Vidua non rientrò nel Regno di Sardegna. Arrivato dall'America in Europa, il viaggiatore soggiornò a Bordeaux; il 10 luglio si imbarcò alla volta dell'India. La decisione fu presa non per la guarigione del padre ma per un violento litigio epistolare con Pio Vidua, in seguito al quale il viaggiatore piemontese si considerò un figlio scacciato di casa e scrisse alla sorella Luisa di voler finire i suoi viaggi una volta per sempre. Il 17 novembre 1827 giunse a Calcutta, dove fu ricevuto dal governatore inglese Lord Amherst.
Poi, partito per Singapore, risalì le coste della Cina per ritornare verso le Filippine. L'anno dopo visitò l'Indonesia e la Nuova Guinea, finché l'imprudenza commessa osservando da vicino una solfatara di un vulcano dell'isola di Celebes gli fu fatale: le ferite delle ustioni subite andarono in gangrena e Carlo Vidua morì nell'imbarcazione che lo trasportava ad Ambon. I suoi resti riposano nella chiesa di San Maurizio a Conzano.

## Il patrimonio
Il cospicuo patrimonio materiale, documentale e librario raccolto da Vidua durante i suoi viaggi, è oggi conservato all'interno di diverse istituzioni piemontesi, e non solo.
A Torino, a seguito di donazioni susseguitesi a partire dal 1833, sono presenti all'Accademia delle Scienze libri, documenti e codici manoscritti, i taccuini di viaggio sull'Egitto, i rilevamenti effettuati ad Abu Simbel e dei manoscritti compilati da Carlo Vidua nei lunghi viaggi effettuati. All'Archivio di Stato è conservata la prima bozza per la stampa del primo volume delle lettere pubblicate da Cesare Balbo, (documento particolarmente interessante perché è possibile osservare i tagli e le censure che l'opera subì prima della pubblicazione nel 1834), mentre alla Biblioteca Civica, nel fondo dell'archivista Luigi Nomis di Cossilla, sono conservate sei lettere inedite di Carlo Vidua. Alla Biblioteca Reale sono conservate, infine, alcune lettere pubblicate da Cesare Balbo, indirizzate a Luigi Provana. Gli oggetti di storia naturale, armi antiche e moderne, anticaglie varie arrivate in Accademia delle Scienze in occasione del lascito del 1833 sono poi state alienate verso altre istituzioni museali torinesi negli anni a seguire.
A Roma, al Museo Pigorini, sono conservati molti oggetti dell'ultimo viaggio di Carlo Vidua in Oriente, mentre alla Biblioteca Apostolica Vaticana si trovano le lettere originali, prive di tagli e censure, indirizzate dal viaggiatore a Cesare Balbo.
A Casale Monferrato, grazie alla donazione della contessa Clara Leardi, cugina del viaggiatore, si conservano al Museo Civico gli oggetti raccolti nelle sue ricerche in tutto il mondo; nell'Archivio Storico i taccuini dell'ultimo viaggio in Oriente, le lettere commendatizie e 35 lettere originali di Carlo Vidua, e altre inedite, ma in forma di copia. Nella Biblioteca Civica si conservano altre collezioni di Carlo: oltre alla ricca biblioteca del viaggiatore, si trovano la raccolta di gravures francesi e la raccolta di brochures radunate tra la caduta di Napoleone e la Restaurazione.